# Jogos do Sudeste Asiático de 1983
Os Jogos do Sudeste Asiático de 1981 foram a 12ª edição do evento multiesportivo, realizado na cidade de Singapura, em Singapura, entre os dias 28 de maio e 6 de junho.

## Países participantes
Oito países participaram do evento:
- Brunei
- Camboja
- Tailândia
- Myanmar
- Malásia
- Singapura
- Indonésia
- Filipinas

## Modalidades
Foram disputadas dezoito modalidades nesta edição dos Jogos:
| - Atletismo - Badminton - Basquete - Boliche - Boxe - Esportes aquáticos - Futebol - Hipismo - Hóquei sobre grama | - Judô - Levantamento de peso - Sepaktakraw - Tênis - Tênis de mesa - Tiro - Tiro com arco - Vela - Vôlei |

## Quadro de medalhas
País sede destacado.
| Ordem | País      | Medalha de ouro | Medalha de prata | Medalha de bronze |     |
| ----- | --------- | --------------- | ---------------- | ----------------- | --- |
| 1     | Indonésia | 64              | 67               | 54                | 185 |
| 2     | Filipinas | 49              | 48               | 53                | 150 |
| 3     | Tailândia | 49              | 40               | 38                | 127 |
| 4     | Singapura | 38              | 38               | 58                | 134 |
| 5     | Myanmar   | 18              | 15               | 17                | 50  |
| 6     | Malásia   | 16              | 25               | 40                | 81  |
| 7     | Brunei    |                 |                  | 5                 | 5   |
| TOTAL | TOTAL     | 234             | 233              | 265               | 732 |